# Светско првенство у атлетици на отвореном 2017 — штафета 4 × 100 метара за мушкарце
Трка штафета 4 х 100 метара у мушкој конкуренцији на Светском првенству у атлетици 2017. у Лондону одржана је 12. и 13. августа на Олимпијском стадиону.
Титулу светских првака из Пекинга 2015. бранила је штафета Јамајке.

## Освајачи медаља
|                                                                                 |                                                                        |                                                                          |
| Чиџинду Уџа Адам Џемили Санијел Талбот Нетанил Мичел Блејк Уједињено Краљевство | Мајк Роџерс Џастин Гатлин Џејлен Бејкон Кристијан Колман Биџеј Ли* САД | Шухеј Тада Шота Изукa Јошихиде Кирју Кенџи Фуџимицу Асука Кембриџ* Јапан |

## Рекорди
Стање 4. ацгуст 2017.
| Рекорди пре почетка Светског првенства 2017.     | Рекорди пре почетка Светског првенства 2017.                                           | Рекорди пре почетка Светског првенства 2017. | Рекорди пре почетка Светског првенства 2017. | Рекорди пре почетка Светског првенства 2017. |
| ------------------------------------------------ | -------------------------------------------------------------------------------------- | -------------------------------------------- | -------------------------------------------- | -------------------------------------------- |
| Светски рекорд                                   | Јамајка · Неста Картер, Мајкл Фрејтер, · Јохан Блејк, Јусејн Болт                      | 36,84                                        | Лондон, Уједињено Краљевство (ЛОИ)           | 11. август 2012.                             |
| Рекорд светског првенства                        | Јамајка · Неста Картер, Мајкл Фрејтер · Јохан Блејк, Јусејн Болт                       | 37,04                                        | Тегу, Јужна Кореја                           | 4. септембар 2011.                           |
| Најбољи резултат сезоне                          | Уједињено Краљевство · Чиџинду Уџа, Адам Џемили · Санијел Талбот, Нетанил Муичел Блејк | 38,08                                        | Вилнев д’Аск, Француска                      | 10. јун 2017.                                |
| Афрички рекорд                                   | Нигерија · Осмонд Езинва, Олападе Аденикен, · Франсис Обиквелу, Дејвидсон Езинва       | 37,94                                        | Атина, Грчка                                 | 2. мај 2015.                                 |
| Азијски рекорд                                   | Кина · Shiwei Chen, Zhenye Xie, · Су Бингтјен, Џанг Пејменг                            | 37,99                                        | Инчон, Јужна Кореја                          | 2. октобар 2014.                             |
| Северноамерички рекорд                           | Јамајка · Неста Картер, Мајкл Фрејтер, · Јохан Блејк, Јусејн Болт                      | 36,84                                        | Лондон, Уједињено Краљевство (ЛОИ)           | 11. август 2012.                             |
| Јужноамерички рекорд                             | Бразил · Винсент де Лима, Едсон Рибеиро, · Андре да Силва, Клодинеи да Силва           | 37,90                                        | Сиднеј, Аустралија                           | 30. септембар 2000.                          |
| Европски рекорд                                  | Уједињено Краљевство · Џејсон Гарднер, Дарен Кембел, · Марлон Девониш, Двејн Чемберс   | 37,73                                        | Севиља, Шпанија                              | 29. август 1999.                             |
| Океанијски рекорд                                | Аустралија · Ентони Алози, Ајзек Нтиамоа · Ендру Макабе, Џошуа Рос                     | 38,17                                        | Лондон, Уједињено Краљевство (ЛОИ)           | 10. август 2012.                             |
| Рекорди после завршеног Светског првенства 2017. |                                                                                        |                                              |                                              |                                              |
| Најбољи резултат сезоне                          | САД · Мајк Роџерс, Џастин Гатлин · Биџеј Ли, Кристијан Колман                          | 37,70                                        | Лондон, Уједињено Краљевство                 | 12. август 2017.                             |
| Најбољи резултат сезоне                          | Уједињено Краљевство · Чиџинду Уџа, Адам Џемили, · Данијел Талбот, Нетанил Мичел Блејк | 37,47                                        | Лондон, Уједињено Краљевство                 | 13. август 2017.                             |

## Критеријум квалификација
Првих осам освојених тимова на СП штафета 2017. и домаћинн првенства се аутоматски квалификују за учешће а преостала места попуњавају штафете са најбољим резултатима током квалификационог периода
- 8 првих са СП штафета 2017.
- домаћин првенства
- 7 најбољих са светске ранг листе у квалификационом периоду.

Осам штафета се аутоматски квалификовало као финалисти Светског првенства у такмичењу штафета 2017. године.
1. Сједињене Америчке Државе  (37,38)
2. Барбадос (38,55)
3. Кина (37,82)
4. Аустралија (38,17)
5. Француска (37,70)
6. Канада (37,64)
7. Холандија (38,29)
8. Тринидад и Тобаго (37,62)

Других 8 штафета пласирало се на основу најбољих резултата постигнутим између 1. јануара 2014 и 10. августа 2015.
1. Уједињено Краљевство (37,73)
2. Немачка (37,99)
3. Антигва и Барбуда (38,01)
4. Турска (39,30)
5. Јамајка (36,84)
6. Куба (38,00)
7. Јапан (37,60)
8. Бахаме (38,52)

У загради су национални рекорди сваке од земаља учесница.

## Сатница
| Датум           | Време | Коло          |
| --------------- | ----- | ------------- |
| 11. август 2017 | 10:55 | Квалификације |
| 13. август 2017 | 21:50 | Финале        |

Сва времена су по локалном времену (UTC+1)

## Резултати

### Квалификације
Штафете су подељене у  2 гупе. У финале су прошле по три првопласиране из обе групе (КВ) и две на основу постигнутог резултата (кв).
| Групе     | 1     | 2     |
| --------- | ----- | ----- |
| Старт     | 10.55 | 11.04 |
| Фотофиниш |       |       |

| Поз. | Група | Стаза | Штафета              | Атлетичари                                                             | Време | Белешка   |
| ---- | ----- | ----- | -------------------- | ---------------------------------------------------------------------- | ----- | --------- |
| 1.   | 1     | 8     | САД                  | Мајк Роџерс, Џастин Гатлин, Биџеј Ли, Кристијан Колман                 | 37,70 | КВ, СРС   |
| 2.   | 1     | 4     | Уједињено Краљевство | Чиџинду Уџа, Адам Џемили, Данијел Талбот, Нетанил Мичел Блејк          | 37,76 | КВ, НРС   |
| 3.   | 2     | 3     | Јамајка              | Tyquendo Tracey, Џулијан Форте, Мајкл Кембел, Јусејн Болт              | 37,95 | КВ, НРС   |
| 4.   | 2     | 8     | Француска            | Стуарт Дитамби, Жими Вико, Микел-Меба Зезе, Кристоф Леметр             | 38.03 | КВ, НРС   |
| 5.   | 2     | 6     | Кина                 | Ву Џићанг, Сје Џенје, Су Бингтјен, Џанг Пејменг                        | 38,20 | КВ        |
| 6.   | 1     | 5     | Јапан                | Шухеј Тада, Шота Изукa, Јошихиде Кирју, Асука Кембриџ                  | 38,21 | КВ, НРС   |
| 7.   | 1     | 9     | Турска               | Јигиџан Хемикоглу, Жак Али Харви, Емре Зафер Барнес, Рамил Гулијев     | 38,44 | кв, НРС   |
| 8.   | 2     | 2     | Канада               | Гејвин Смели, Арон Браун, Брендон Родни, Моболаде Аџомале              | 38,48 | кв        |
| 9.   | 1     | 6     | Тринидад и Тобаго    | Кестон Бледман, Kyle Greaux, Moriba Morain, Емануел Календер           | 38,61 | НРС       |
| 10.  | 2     | 7     | Немачка              | Јулијан Ројс, Роберт Херин, Рој Шмит, Робин Ерева                      | 38,66 |           |
| 11.  | 1     | 2     | Холандија            | Ђовани Кодрингтон, Хенсли Паулина, Лимарвин Боневасија,, Taymir Burnet | 38.66 | НРС       |
| 12.  | 1     | 7     | Аустралија           | Trae Williams, Tom Gamble, Nick Andrews, Rohan Browning                | 38.88 | НРС       |
| 13.  | 2     | 4     | Куба                 | Harlyn Pérez, Roberto Skyers, Yaniel Carrero, José Luis Gaspar         | 39.01 | НРС       |
| 14.  | 1     | 3     | Барбадос             | Levi Cadogan, Рамон Гитенс, Shane Brathwaite, Mario Burke              | 39.19 |           |
| 15   | 2     | 9     | Бахаме               | Ворен Фрејзер, Чавез Харт, Sean Stuart, Терај Смит                     | ДИСК. | чл. 163,3 |
| 16   | 2     | 5     | Антигва и Барбуда    |                                                                        | НС    |           |

### Финале
| Пласман | Стаза | Штафета              | Атлетичари                                                         | Време | Белешке     |
| ------- | ----- | -------------------- | ------------------------------------------------------------------ | ----- | ----------- |
|         | 7     | Уједињено Краљевство | Чиџинду Уџа, Адам Џемили, Данијел Талбот, Нетанил Мичел Блејк      | 37,47 | СРС, ЕР, НР |
|         | 4     | САД                  | Мајк Роџерс, Џастин Гатлин, Џејлен Бејкон, Кристијан Колман        | 37,52 | НРС         |
|         | 9     | Јапан                | Шухеј Тада, Шота Изукa, Јошихиде Кирју, Кенџи Фуџимицу             | 38,04 | НРС         |
| 4.      | 8     | Кина                 | Ву Џићанг, Сје Џенје, Су Бингтјен, Џанг Пејменг                    | 38,34 |             |
| 5.      | 6     | Француска            | Стуарт Дитамби, Жими Вико, Микел-Меба Зезе, Кристоф Леметр         | 38,48 |             |
| 6.      | 2     | Канада               | Gavin Smellie, Арон Беаун, Брендон Родни, Моболаде Аџомале         | 38,59 |             |
| 7.      | 3     | Турска               | Јигиџан Хемикоглу, Жак Али Харви, Емре Зафер Барнес, Рамил Гулијев | 38,73 |             |
| 8       | 5     | Јамајка              | Омар Маклауд, Џулијан Форте, Јохан Блејк, Јусејн Болт              | НЗ    |             |